# Pilea longifolia
Pilea longifolia är en nässelväxtart som beskrevs av John Gilbert Baker. Pilea longifolia ingår i släktet pileor, och familjen nässelväxter. Inga underarter finns listade i Catalogue of Life.